# Christian Ferdinand Abel

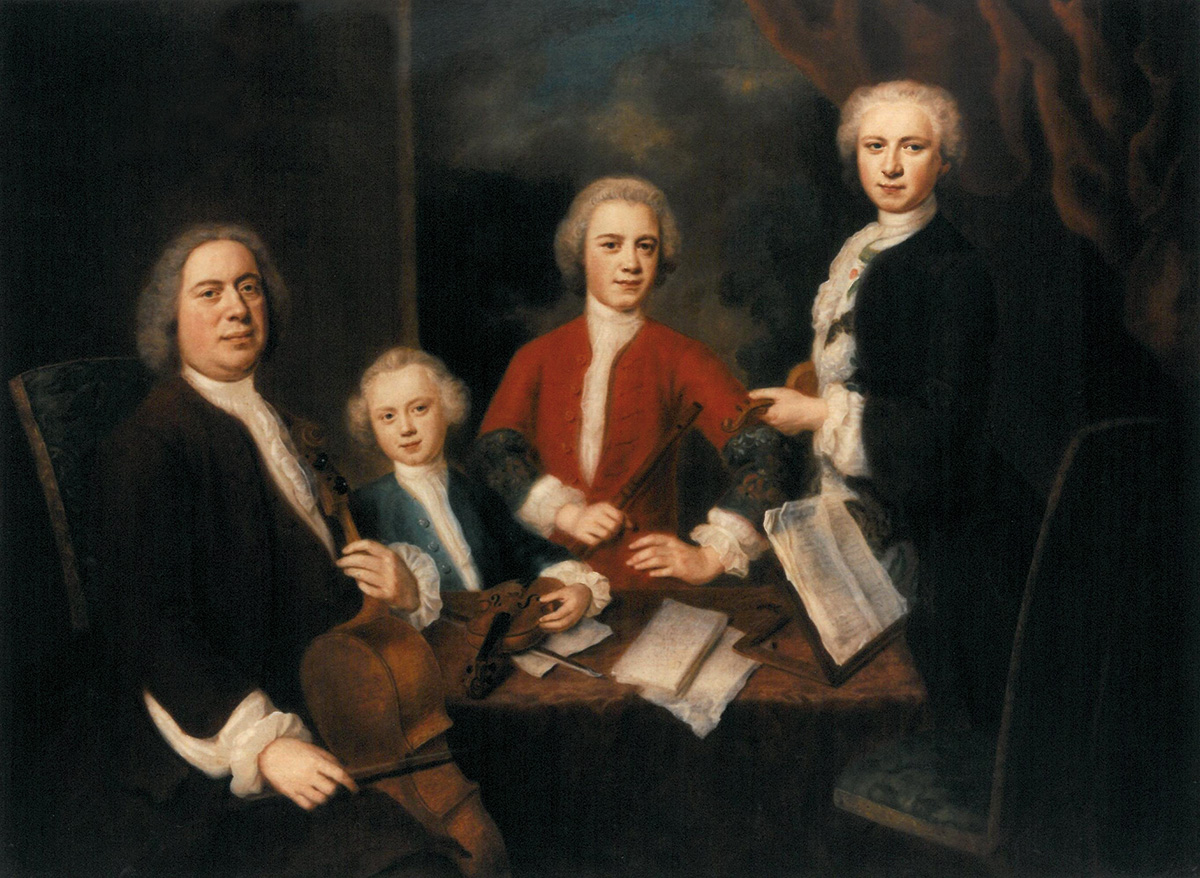
Vermutliches Porträt von Christian Ferdinand Abel und drei seiner Söhne; rechts: Leopold August Abel (ca. 1737)

Christian Ferdinand Abel, auch Christian Ferdinand Abell (* 1682 in Hannover, Herzogtum Braunschweig-Lüneburg; † 1761 in Köthen, Fürstentum Anhalt-Köthen), war ein deutscher Violonist und vor allem Gambenvirtuose des Barock.

## Leben
Abels Vater war der in Hannover wirkende Komponist, Violonist und Organist Clamor Heinrich Abel. Für einige Zeit diente Christian Ferdinand im schwedischen Heer Karls XII. während der Besetzung Norddeutschlands und heiratete die Schwedin Anna Christina Holm.
Anschließend ging er nach Berlin, wo er ein prominentes Mitglied der Hofkapelle König Friedrichs I. von Preußen wurde. Hier verblieb er bis zu deren Auflösung durch den sparsamen „Soldatenkönig“ Friedrich Wilhelm I. im Jahre 1713. Mit mehreren seiner Kollegen zog er anschließend ins Fürstentum Anhalt-Köthen nach Köthen, um in der dort 1714 gegründeten Hofkapelle als Geiger und Gambist unter Augustin Reinhard Stricker mitzuwirken.
Unter Strickers Nachfolger Johann Sebastian Bach amtierte Abel als „Premier-Musicus“ der Hofkapelle. Bach war Taufpate seiner am 6. Januar 1720 in Köthen geborenen Tochter Sophie-Charlotte. Noch im gleichen Jahre begleiteten Abel und Bach den Fürsten Leopold auf seiner Reise nach Karlsbad. Es wird vermutet, dass Bach seine drei Sonaten für Viola da gamba und Cembalo möglicherweise für Abel komponierte, um Fürst Leopold das Gambenspiel beizubringen. Abel verbrachte den Rest seines Lebens in Köthen, wo er auch beigesetzt wurde.
Abels 1723 in Köthen geborener Sohn Carl Friedrich Abel wurde als produktiver Komponist und Gambenvirtuose bekannt, vor allem aber durch die von ihm gegründeten Londoner „Bach-Abel Concerts“ in Kollaboration mit Johann Christian Bach, die ersten Abonnementskonzerte in England. Weitere Söhne waren Leopold August Abel, Ernst August Abel und Ernst Heinrich Abel.